# 谢苗诺夫斯科耶市镇
谢苗诺夫斯科耶市镇（俄语：Семёновское муниципальное образование）是俄罗斯联邦伊尔库茨克州扎拉里区所属的一个市镇。其下辖有3个居民点，行政中心为谢苗诺夫斯科耶。据2016年统计，该市镇的人口为922人。